# غانا كالينينا
غانا كالينينا (بالأوكرانية: Калініна Ганна Георгіївна)‏ هي متسابقة يخت أوكرانية، ولدت في 1 مايو 1979 في كييف في أوكرانيا.

## وصلات خارجية
- غانا كالينينا على موقع اللجنة الأولمبية الدولية (الإنجليزية)
- غانا كالينينا على موقع أوليمبيديا (الإنجليزية)